# FK Rudar Prijedor
El FK Rudar Prijedor (serbio: ФK Pудаp Пpиjeдop) es un club de fútbol bosnio de Prijedor y fundado en 1928. El equipo disputa sus partidos como local en el Stadion Gradski y juega en la Premijer Liga.

## Palmarés
- Primera Liga de la Federación de Bosnia y Herzegovina (1): 2020/21
- Primera Liga de la República Srpska (1): 2008/09
- Republika Srpska Cup (1): 2014/15